# Radarstation Goßberg

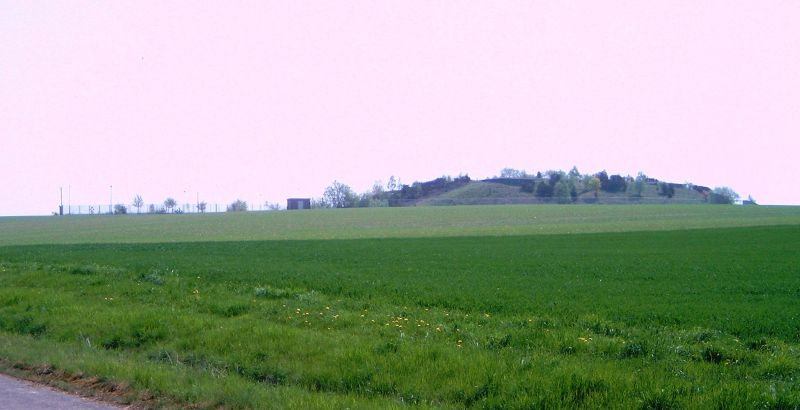
Bunkeranlage auf dem Goßberg, 2006

Die Radarstation Goßberg ist eine ehemalige militärische Anlage auf der Kuppe des Goßbergs nördlich von Wüschheim an der Gemarkungsgrenze zu Hundheim im Rhein-Hunsrück-Kreis, Rheinland-Pfalz.

## Geschichte
Ab 1956 war auf dem Goßberg vor dem Hintergrund des Kalten Kriegs eine Radaranlage der US-Streitkräfte beheimatet. Die Radarstation wurde 1986 abgerissen.
Ab Januar 1984 bis 1989 wurde die Kuppe 30 m tief ausgeschachtet und zu einem atombombensicheren Bunker ausgebaut. In die Anlage sollte die von den US-Streitkräften betriebene NATO Leitstellung Metro Tango mit einer Großrechenanlage umziehen, um auch die in der Nähe entstandene Raketenbasis Pydna (Wüschheim Air Station) mitzuleiten, wo aufgrund des NATO-Doppelbeschlusses Marschflugkörper stationiert waren. Die Anlage sollte im Dezember 1990 in Betrieb genommen werden. Es kam vor Ort auch zu Protestaktionen der Friedensbewegung, insbesondere von Frauenrechtlerinnen. Die Baukosten betrugen bis 1989 rund 80.000.000 US-Dollar (etwa 150 Millionen DM). Aufgrund der allgemeinen Entspannung zwischen den Machtblöcken und der damit verbundenen Abrüstung wurde die Einrichtung aufgegeben, ohne in Betrieb genommen worden zu sein.
Die Bunkeranlage wurde 1999 vom Bund verkauft. Erwerber war A. C. Dierckx, ein aus Belgien stammender Spediteur. Er lagerte darin alte DM-Banknoten, die nach der Euro-Einführung für die Entwertung vorgesehen waren. Seit 2017 steht der Bunker wieder zum Verkauf. Verkäuferin ist Annie Dierckx, die Tochter des Erwerbers. Das Speditionsunternehmen des Bunkereigentümers Aerosea Logistik GmbH wurde im Jahr 2022 von Amts wegen aufgelöst, da eine Insolvenz vorlag (Amtsgericht Frankfurt am Main, Az. 810 IN 941/21 A vom 7. Juni 2022).

## Bunkeranlage
Das Bunkergebäude hat ein äußeres Schildbauwerk sowie ein inneres Schutzbauwerk, jeweils in Stahlbetonbauweise. Das äußere Schildbauwerk hat eine Stärke von 1,60 m, der innere Schutzbau von 0,80 m. Zwischen beiden Bauten befindet sich ein Hohlraum mit einer Breite von 2,00 m, vorgesehen als Kontrollgang und Fluchtweg. Dieser Hohlraum sollte auch zur Belüftung der inneren Räume dienen.
Die Bodenplatte hat eine Dicke von 1,00 m, die der Abschlussdecke des inneren Schutzbauwerks ist zwischen 1,00 m und 1,20 m stark. Die Abschlussdecke des äußeren Schildbauwerks besteht aus einer Betondecke von 1,05 m und einer darüber liegenden Zerschellschicht mit Quarzitblöcken und Fließbeton von 1,10 m. Darauf befindet sich eine Erdüberschüttung von 0,40 m als „Gründach“.
Das gesamte Bunkergebäude ragt ca. 13,30 m tief in die Erde hinein und ca. 10,35 m aus der Erde heraus. Die gesamten Gebäudeabmessungen betragen: Länge × Breite = 50,30 m × 45,80 m. Nach Fertigstellung des gesamten Bauwerkes ist die Kuppe des Goßberges 8,00 m höher als vor dem Bau.
Das Bauwerk besteht aus 3 Ebenen:
- die Ebene 0 ist die versorgungstechnische Ebene mit Wasservorratstank, Schmutzwassertanks, Diesel-Lager und Wasserversorgungssystem.
- in der Ebene 1 befindet sich die Gebäudetechnik (Klimaanlage, Lüftungszentrale, Reinigungsbereich, Lager- und Umkleideräume), die Niederspannungshauptverteilungen, eine Notstromanlage, eine unterbrechungsfreie Stromversorgungsanlage, sowie eine Brandmeldeanlage (BMA) und Feuerlöschanlage.
- die Ebene 2 war für die Verwaltung, Rechner-Räume und die Elektrotechnik vorgesehen.

Der Zugang zur Anlage erfolgt von der Nordseite über einen Haupteingang mit äußerem und innerem Schiebetor sowie druckdichten Türen. Notausstiege sind in den Lüftungsauslässen des Schildbauwerks und werden über den Kontrollweg zwischen äußerem Schildbauwerk und innerem Schutzbauwerk erreicht.

## Belege
1. ↑  KuLaDig: Atombunker Goßberg.
2. 1 2 3 4  Bettina Markmeyer: Ein Widerstandwird wieder sichtbar. taz, 18. August 1989
3. ↑  Dieter Junker: Als Tausende im Hunsrück auf die Straße gingen.
4. ↑  Rhein-Hunsrück-Kalender, 2014, Seite 210, zitiert nach
5. ↑  Linda Unger: Frauenwiderstand im Hunsrück – das kleine unbeugsame Protestcamp. in: Digitales Deutsches Frauenarchiv, 2021
6. ↑  Rhein-Zeitung, 21. Oktober 1999
7. ↑  Gossberg – The NBC Bunker for sale.
8. ↑  Atomschutzbunker Gossberg. bei YouTube
9. ↑  Bunker zu verkaufen. Sat1, 1. April 2022
10. ↑  Aerosea Logistik GmbH Frankfurt HRB 58543. Abgerufen am 2. Februar 2024.

Koordinaten: 50° 1′ 8,8″ N, 7° 25′ 21″ O